# 郭贵人 (汉桓帝)
郭贵人，名不详，汉桓帝中期的妃子，封贵人。
汉桓帝立邓猛女为皇后之后，因她美貌非凡，一度非常宠爱，但数年之后也渐渐厌弃。新宠繁多，中有贵人郭氏，恃宠而骄。邓皇后亦暴躁，两女互相攻击不休。
延熹八年（165年）汉桓帝藉此下诏废掉了皇后邓猛女，邓猛女被打入暴室，不久死在了暴室裡。但汉桓帝繼立新后時也未將郭氏納入選擇。郭贵人后半生再无记载。